# Pottinger Point
Pottinger Point är en udde i Antarktis. Den ligger i Sydshetlandsöarna. Argentina, Chile och Storbritannien gör anspråk på området.
Terrängen inåt land är kuperad åt sydost, men åt nordväst är den platt. Havet är nära Pottinger Point norrut. Trakten är glest befolkad. Närmaste befolkade plats är Commandante Ferraz Station, 16,7 kilometer söder om Pottinger Point. 